# Pardubice (distrito)

Pardubice é um distrito da República Checa na região de Pardubice, com uma área de 889 km² com uma população de 160.987 habitantes (2002) e com uma densidade populacional de 181 hab/km².